# JSW Steel
JSW Steel — одна из крупнейших сталелитейных компаний Индии. Входит в JSW Group, кроме стали занимающейся электроэнергетикой, производством сжиженного кислорода и других газов, стройматериалами и строительством.
В списке крупнейших компаний мира Forbes Global 2000 за 2021 год JSW Steel заняла 928-е место (1070-е по размеру выручки, 1177-е по чистой прибыли, 1585-е по активам, 923-е по рыночной капитализации).

## История
Компания является частью частной группы O.P. Jindal Group, основанной Ом Пракаш Джиндалом (Om Prakash Jindal). Группа занялась сталелитейным бизнесом в 1982 году, купив небольшой завод Piramal Steel в штате Махараштра. В 1994 году начал работу новый завод, для управления которым была создана компания Jindal Vijayanagar Steel. В 2004 году была куплена компания Salem Steel. В 2005 году сталелитейные активы были объединены в JSW Steel. Тогда же была создана и группа JSW — сокращение от Jindal South West, Джиндал Юго-запад; её возглавил Саджан Джиндал (Sajjan Jindal). В 2010 году было куплено предприятие Dolvi Works на западном побережье Индии. В 2013 году было создано совместное предприятие с японской компанией JFE Holdings. В 2018 году была куплена итальянская компания Aferpi.

## Деятельность

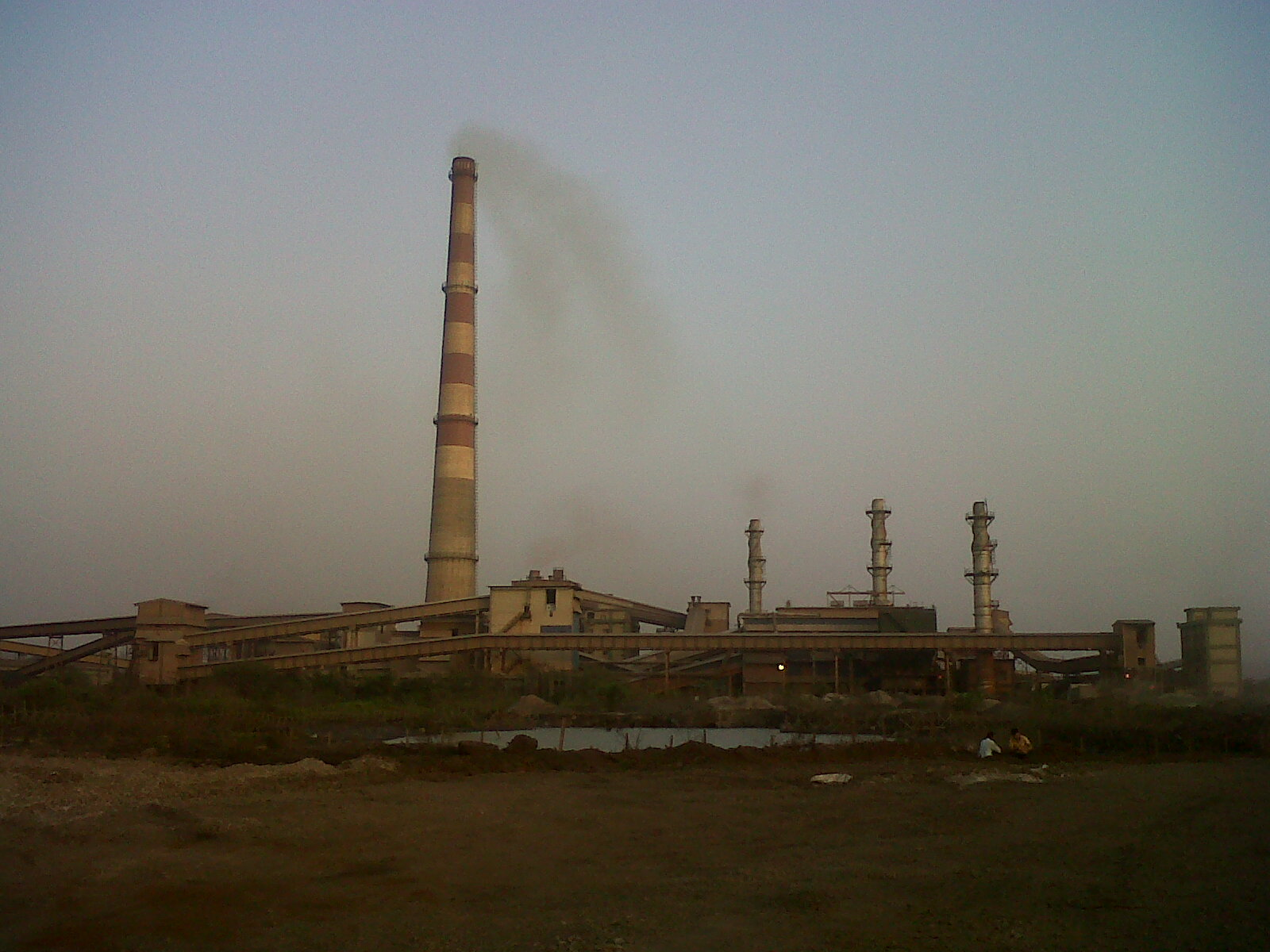
Завод JSW Ispat Steel

Объём производства стали на сталелитейных комбинатах компании в 2020 году составил 14,86 млн тонн (25-е место в мире). Помимо Индии компания имеет совместные предприятия в США (Джорджия и Техас), рудники в Чили и Мозамбике.